# ROMANTIC!
『ROMANTIC!』（ロマンティック！）は、A.B.C-Zの2枚目のEP。2025年6月25日にポニーキャニオンから発売。

## 解説
制作
2024年、4人の新体制となったA.B.C-Zは昭和・平成リバイバルとして80～90年代の曲調をリバイバル風に新しく見せることをコンセプトに置いており、本作は「REVIVAL」をより「ROMANTIC」に仕上げた一枚、として制作された。さまざまなシチュエーションに身を置く主人公が喜びも切なさも含んだロマンチックな思いを抱きしめるように、さまざまなジャンルが集められている。
本作はリード曲の「Just Romantic!」が先にあり、そこからEPという形で出すことになった。『ROMANTIC!』というタイトルはリード曲から引っ張ってきている。
プロモーション
2025年5月1日、初の主催ライブイベント「A.B.C-Z CONNECTION Vol.1」の開催とともに本作のリリースが発表された。
6月16日、五関晃一がパートナーとして出演をしたラジオ番組『パンサー向井の＃ふらっと』でリード曲「Just Romantic!」が初オンエア。23日には五関晃一と戸塚祥太がゲスト出演したラジオ番組『月曜喋るズ「エフエムレインボー」』で「不完全な逃避行」が初オンエアされた。
25日の19:30からメンバーによるYouTube生配信が行われ、20:00にYouTubeでミュージックビデオが公開された。
本作のリリースを記念し、タワーレコード渋谷店にて大型パネル展開がされた。メンバーもサインした大型パネルは当初6月24日-30日の予定であったが、7月1日まで延長、さらに「A.B.C-Z CONNECTION Vol.1」の開催を記念して7月22日-8月3日まで再展示された。
Apple Musicにはドルビーアトモスの空間オーディオでの視聴に加えて、本作に対する思いとメンバーによる全曲解説を掲載。
6月27日には本作の発売を記念しAWAラウンジでA.B.C-Zの限定ボイスもオンエアするリリースパーティーが開催された。
7月17日放送の『Venue101』にて「Just Romantic!」を披露。
リリース
初回限定盤A（CD+DVD）（PCCA-06407）、初回限定盤B（CD+DVD）（PCCA-06408）、通常盤（CDのみ）（PCCA-06409）の3形態でリリース。
初回限定盤AのDVDには「ヒリヒリさせて」や新曲「Just Romantic!」のミュージッククリップとダンスクリップ、EPのメイキング映像などが収められる。初回限定盤Bには、同年4月に東京・豊洲PITで行われたライブイベント「Tune Live 2025」のA.B.C-Z出演パートが収録される。

## 収録内容
シングル曲の詳細はそのページを参照。

### CD
1. Just Romantic!
作詞・作曲・編曲：ARAKI、ベース：須藤優（TenTwenty）[14]
  - 本作のリード曲[3]。恋に駆られる心を情熱的に歌い[8]、特徴あるイントロがクセになるキャッチーなダンスナンバー[4][22]。ダンスの振り付けやサウンドに、80～90年代リスペクトが散りばめらている[21]。MVはダンスシーンのみで構成されており[14]、シックな世界観の中で黒のスーツとサングラスでキメたA.B.C-Zの4人がバックダンサー20人を従えて踊り[4][14]、中毒性のある曲調とともに話題となった[7]。
  - 戸塚祥太・紺野彩夏主演 MBS・TBS系ドラマイズム『極道上司に愛されたら』エンディング主題歌[23]
2. Temptation Border
作詞：白井裕紀・新美香、作曲・編曲：草野将史
  - ロックチューン[24]
3. Call my number
作詞：EMI K. Lynn、作曲：Andreas Ohrn・Jimmy Claeson・草川瞬、編曲：Jimmy Claeson
  - 遠ざかっていく愛しい人の気配を手繰り寄せる姿を[8]、メロウな洒脱感のある楽曲として歌う[4]。
4. ラッキールーレット
作詞：mei、作曲：mei・YASU、編曲：YASU
  - ポップなポジティブソング[4]
5. 君色 Shiny Days
作詞・作曲・編曲：加部輝
  - 恋と青春を爽やかに描いたラブソング[8][4]
  - チバテレ『ちば朝ライブ モーニングこんぱす』2025年7月度エンディングテーマ[3]
6. 不完全な逃避行
作詞：タナカヒロキ（LEGO BIG MORL）、作曲：youth case・SAMDELL、編曲：船山基紀
7. ヒリヒリさせて
  - 15thシングル
8. ※通常盤にはシークレットトラックを収録[25]

### DVD

#### 初回限定盤A
1. 「Just Romantic!」Music Clip
2. 「Just Romantic!」Dance Clip
3. Making of「ROMANTIC!」
4. 「ヒリヒリさせて」Music Clip
5. 「ヒリヒリさせて」Dance Clip

#### 初回限定盤B
Tune Live 2025（A.B.C-Zパート収録)
1. Vanilla
2. WAI WAI STAY
3. テレパシーOne! Two!
4. 火花アディクション
5. メクルメク
6. Moonlight walker
7. Reboot!!!
8. ヒリヒリさせて
9. Irresistible Love
10. Black Sugar
11. FORTUNE
12. 頑張れ、友よ!

## 特典
予約購入先着特典
- ROMANTICに告知ステッカー ver.A（初回限定盤A）
- ROMANTICに告知ステッカー ver.B（初回限定盤B）
- ROMANTICに告知ステッカー ver.C（通常盤）

初回封入特典
- ROMANTIC!カード1種 (全4種)（通常盤）

配信リリース記念キャンペーン
- LINE MUSIC再生キャンペーン
  - 500回以上：ROMANTIC!待ち受け画像B（デジタル特典）
  - 1,000回以上：オリジナルデジタルフォトブック
  - 5,000回以上：ROMANTIC!なお言葉カード（抽選15名様）

- iTunes / レコチョク / mora / ドワンゴ DLキャンペーン
  - ROMANTIC!待ち受け画像C（デジタル特典）

- Apple Music / Spotify ライブラリ追加キャンペーン
  - ROMANTIC!待ち受け画像A（デジタル特典)（抽選100名）

TikTok投稿キャンペーン
- 撮り下ろしチェキ（抽選10名）